# Cirrospilus talitzkii
Cirrospilus talitzkii is een vliesvleugelig insect uit de familie Eulophidae. De wetenschappelijke naam is voor het eerst geldig gepubliceerd in 1961 door Boucek.